# Claudia Martin (Politikerin, 1978)
Claudia Martin (* 1978 in Gossau SG) ist eine Schweizer Politikerin (SVP) und Berufsschullehrerin. Sie ist seit Juni 2021 Präsidentin des St. Galler Kantonsrats.

## Ausbildung und Beruf
Claudia Martin wuchs in Gossau auf und absolvierte ihre kaufmännische Ausbildung bei der St. Galler Stadtverwaltung. Danach bildete sie sich an der Fachhochschule Zentralschweiz und der Pädagogische Hochschule Zürich weiter und erwarb das Lehrdiplom. Derzeit unterrichtet sie am Kaufmännischen Berufs- und Weiterbildungszentrum St. Gallen in einem Nebenpensum in den Fächern Informatik, Kommunikation und Gesellschaft.

## Politik
Claudia Martin war von 2005 bis 2013 Mitglied des Gossauer Stadtparlaments. 2006 stand sie diesem zudem als Präsidentin vor. 2013 wurde sie in den St. Galler Kantonsrat gewählt. Seit 2018 führt sie zudem als Gossauer Stadträtin das Departement «Versorgung und Sicherheit». Nachdem sie 2020 dem Kantonsrat bereits als Vizepräsidentin vorstand, übernahm sie im Juni 2021 dessen Präsidium.

## Privates
Claudia Martin ist ledig und hat einen Sohn. Ihr Cousin ist der Thurgauer Politiker Urs Martin.